# Jon Øyvind Andersen
Jon Øyvind Andersen (ur. 29 lipca 1965), znany również jako Jardar – norweski muzyk, kompozytor i gitarzysta. Andersen działalność artystyczną rozpoczął pod koniec lat 80. XX w. w formacji Requiem. W 1993 roku grupa przyjęła nazwę Old Man’s Child. Wraz z zespołem nagrał cztery albumy studyjne: Born of the Flickering (1995), The Pagan Prosperity (1997), Revelation 666 - The Curse of Damnation (2000) oraz In Defiance of Existence (2003). W 2004 roku objął stanowisko gitarzysty w grupie Insidious Disease. Debiutancki album studyjny formacji zatytułowany Shadowcast ukazał się 12 lipca 2010 roku.